# Chablès
El Chablais (en francoprovençal: Chablès) és una antiga província de Savoia, el territori de la qual es divideix actualment entre França i Suïssa.